# Бельгази, Камель
Каме́ль Бельгази́ (фр. Kamel Belghazi; род. 1970, Алжир) — французский актёр арабского происхождения. Российским зрителям известен прежде всего по роли капитана, а затем майора Энцо Гемара в детективном телесериале Служба расследований (2006—2013 годы).

## Биография

### Детство и образование
Камель Бельгази, родившийся в 1970 году в Алжире, в детстве эмигрировал со своей семьёй в Савойю в Сен-Жан-де-Морьен. Там у отца-рабочего и матери-домохозяйки он вырос среди восьми своих братьев и сестёр. Получив в Гренобле диплом технологического университета по маркетингу, он поступил в Институт политических исследований (Science-Po) в Лионе, а в дальнейшем в течение года работал коммерсантом. Переходя из дома в дом с предложением подписок на журналы, он однажды встретил актрису, которая посоветовала ему учиться актёрскому мастерству. Эта встреча послужила импульсом тому, чтобы уйти с работы и попробовать осуществить мечту детства: стать актёром.

### Карьера
В 1996 году Камель Бельгази поступил на актёрские курсы Доминика Вирьо (фр. Dominique Viriot) в Париже, где обучался профессии в течение 2-х лет, до 1998 года. Его карьера успешно стартовала через год, когда ему была предложена его первая, эпизодическая роль в телесериале Комиссар Наварро. В 2002 году он получил известность в роли Нурредина в сериале Прекрасная семья и будет исполнять этот персонаж в течение 10-ти следующих лет.
В 2001 году Камель Бельгази сделал свои первые шаги в кино в драме Обратная дорога (Le Chemin du retour), затем, в 2004 году, сыграл в драме франко-марокканского производства Большое путешествие. Одновременно актёр продолжал сниматься на разных телеканалах в телевизионных сериалах, таких как Пьер и Фарид в 2003 для France 3, Леа Паркер в 2006 для M6, или Жозефина, ангел-хранитель в 2011. Очень быстро его имя стало неотделимым от Первого канала, TF1, который в 2006 году предложил Камелю Бельгази роль Сильвена Жосса в полицейском телесериале Комиссар Мулен, и также в этом году — капитана жандармерии, Энцо Гемара, в Службе расследований. Между тем, в 2008 году, зрители снова могли видеть его на большом экране в шпионском фильме Интересы государства.
Камель Бельгази ушёл из сериала Служба расследований в 2013 году, в 7-м сезоне, потому что его роль становилась всё более и более скромной, несмотря на повышение ранга его персонажа.
В 2019 году он вошёл в актёрский состав ежедневного телесериала TF1 Завтра принадлежит нам с повторяющейся ролью доктора Уильяма Доньера.

## Фильмография

### Кинофильмы
- 2000 : Обратный путь (Le Chemin du retour), David H. Murray : Рашид
- 2002 : Взлом (Effraction), Patrick Halpine : Бешир (короткий метр)
- 2004 : Большое путешествие (Le Grand Voyage), Ismaël Ferroukhi : Халид
- 2007 : Несущие стены (Les Murs porteurs), Cyril Gelblat : мужчина 35-ти лет
- 2008 : Интересы государства (Secret défense), Philippe Haïm : Азиз

### Телевидение

#### Телефильмы
- 2003 : Пьер и Фарид (Pierre et Farid), Michel Favart : Фарид
- 2005 : Люка Ферре: Удовольствие от зла (Lucas Ferré : Le plaisir du mal''), Marc Angelo : Слим
- 2008 : Крещения огнём (Baptêmes du feu), Philippe Venault : Бен Саид
- 2015 : Просто полицейская (Flic tout simplement), Yves Rénier : Паскаль Дене

#### Телесериалы
- 2000 : Комиссар Наварро (сезон 12, эпизод 3 : 'L'émeute') : Нассер
- 2000 : Комиссар Наварро, эпизод Machination, Patrick Jamain : Мурад, информатор Наварро
- 2000 — 2018 : Прекрасная семья (Une famille formidable) : Нурредин Бенсала
- 2001-2002 : Под солнцем (Sous le soleil) (10 эпизодов) : Саид
- 2003 : Комиссар Наварро (1 эпизод) : Aziz Laouache
- 2004 : Поезд (Le Train) : шериф Лекбир
- 2006 : Леа Паркер (Léa Parker')' (1 эпизод) : Hassan Ben Jahalla
- 2006 : Комиссар Мулен (Commissaire Moulin) (1 эпизод) : Силывен Жосс
- 2006-2013 : Служба расследований (Section de recherches) (65 эпизоов), капитан затем : майор Энцо Гемара (погибший персонаж)
- 2012 : Жозефина, ангел-хранитель (Joséphine, ange gardien) (1 эпизод) : Филипп
- 2015 : Кемпинг Рай (Camping Paradis) (эпизод 6 : Le Séminaire) : Мартен Дюмон
- С 2019 : Завтра принадлежит нам (Demain nous appartient) : д-р Уильям Доньер (эпизоды 464-…)
- 2019 : Время-убийца (Le temps est assassin), Claude-Michel Rome : лейтенант-полковник Малик Анзем
- 2020 : Жозефина: ангел-хранитель (Joséphine, ange gardien) (1 эпизод) : мсье Фара, директор

## Театр
- 2019 : В шкуре супермена (Dans la peau d’un superman), Dorothy Greene, пост. Olivier Macé, турне

## Награда
- 2002 : «Лучшая молодая Надежда среди мужчин» (фр. Meilleur Jeune Espoir masculin) (Приз жюри) на Фестивале Жана Карне в Мулене (фр. Festival Jean Carmet de Moulins).